# Castètharroi
Castètharroi (en francès Castet-Arrouy) és un municipi francès situat al departament del Gers i a la regió d'Occitània.

## Geografia

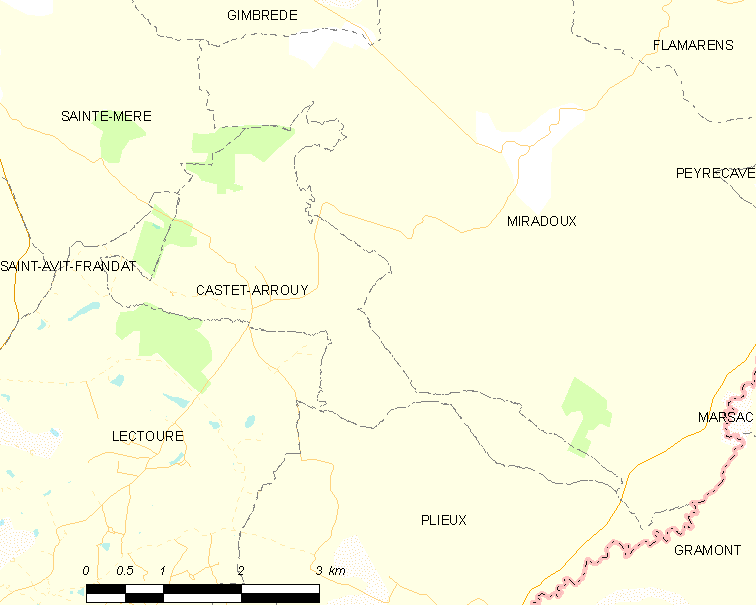
Mapa de la comuna de Castètharroi

## Administració
| Període | Identitat   | Partit        |
| ------- | ----------- | ------------- |
| 2001-   | Albert Sala | Divers droite |

## Demografia
| 1962                                       | 1968 | 1975 | 1982 | 1990 | 1999 | 2006 |
| ------------------------------------------ | ---- | ---- | ---- | ---- | ---- | ---- |
| 163                                        | 174  | 145  | 133  | 132  | 144  | 191  |
| Des de 1962: població sense dobles comptes |      |      |      |      |      |      |